# Christian Daum

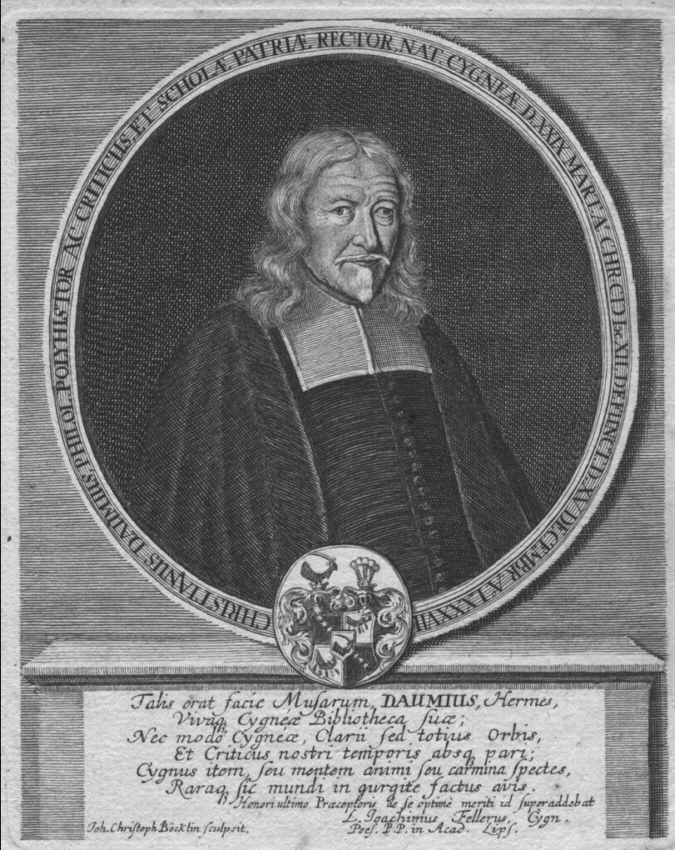
Christian Daum; zeitgenössischer Kupferstich

Christian Daum (* 29. März 1612 in Zwickau; † 15. Dezember 1687 ebenda) war ein Zwickauer Philologe, Poet, Universalgelehrter und Pädagoge.
Er war von 1662 bis zu seinem Tod 1687 Rektor der Zwickauer Lateinschule. Seine Lehrertätigkeit war von seiner methodisch guten Stoffvermittlung geprägt. Als Wissenschaftler beschäftigte sich Daum unter anderem mit der Erstellung von Lexika für die lateinische und deutsche Sprache und mit dem Verfassen poetischer Texte. Außerdem gab er Schriften klassisch-antiker Autoren heraus. Sein vielfältiges und umfangreiches Wissen eignete sich Daum zu großen Teilen autodidaktisch und durch Austausch mit anderen Gelehrten an. Er pflegte Briefwechsel nach ganz Europa (ca. 500 Briefkontakte insgesamt) und war in Gelehrtenkreisen wohlbekannt.
Berühmt war Daum auch für seine reichhaltige Privatbibliothek. Sein hervorragend erhaltener Nachlass mit einer Vielzahl an persönlichen Dokumenten und Briefen, gibt Aufschluss über die Zeit und das Leben des Barockgelehrten. Er befindet sich größtenteils in der Ratsschulbibliothek Zwickau.
Daums Talent wird auch ersichtlich in seinen umfangreichen Sprachkenntnissen. Er beherrschte die lateinische, griechische, hebräische, arabische, spanische, französische, italienische und die tschechische Sprache.

## Herkunft und Familie

Auf dieser Ansicht von Anton Arrigoni aus dem 19. Jahrhundert ist in der Bildmitte Christian Daums Geburtshaus am Zwickauer Kornmarkt zu erkennen.

Christian Daum wurde am 29. März 1612 in Zwickau geboren. Sein Vater David Daum, sowie dessen Vorfahren waren fast ausschließlich Bader, Wundärzte oder Barbiere. Die seit Jahrhunderten in Zwickau ansässige Familie hieß eigentlich „von Daum“ (siehe im Porträt enthaltenes Familienwappen!). Daums Mutter Katharina geb. Streit, stammte aus Nürnberg. Mit seinem ältesten Bruder Johann (1600–1670) stand Christian Daum sein Leben lang in engem Briefkontakt. Über seinen zweitältesten Bruder August, der 1604 geboren wurde, ist wenig bekannt. Daum war zweimal verheiratet: 1642 mit Martha Fickenwirth und nach deren Tod 1673 ab 1674 mit seiner Großcousine Anna Margaretha Auerbach (bis zu ihrem Tod 1686). Aus dieser Ehe gingen die Kinder Johann Christian (1674) und Anna Rosina (1676) hervor.

## Kindheit, Studium und Lehrtätigkeit

Auf dem Leipziger Stadtplan ist das Kleine Fürstenkolleg zu erkennen, in dem Christian Daum während seines Studiums wohnte

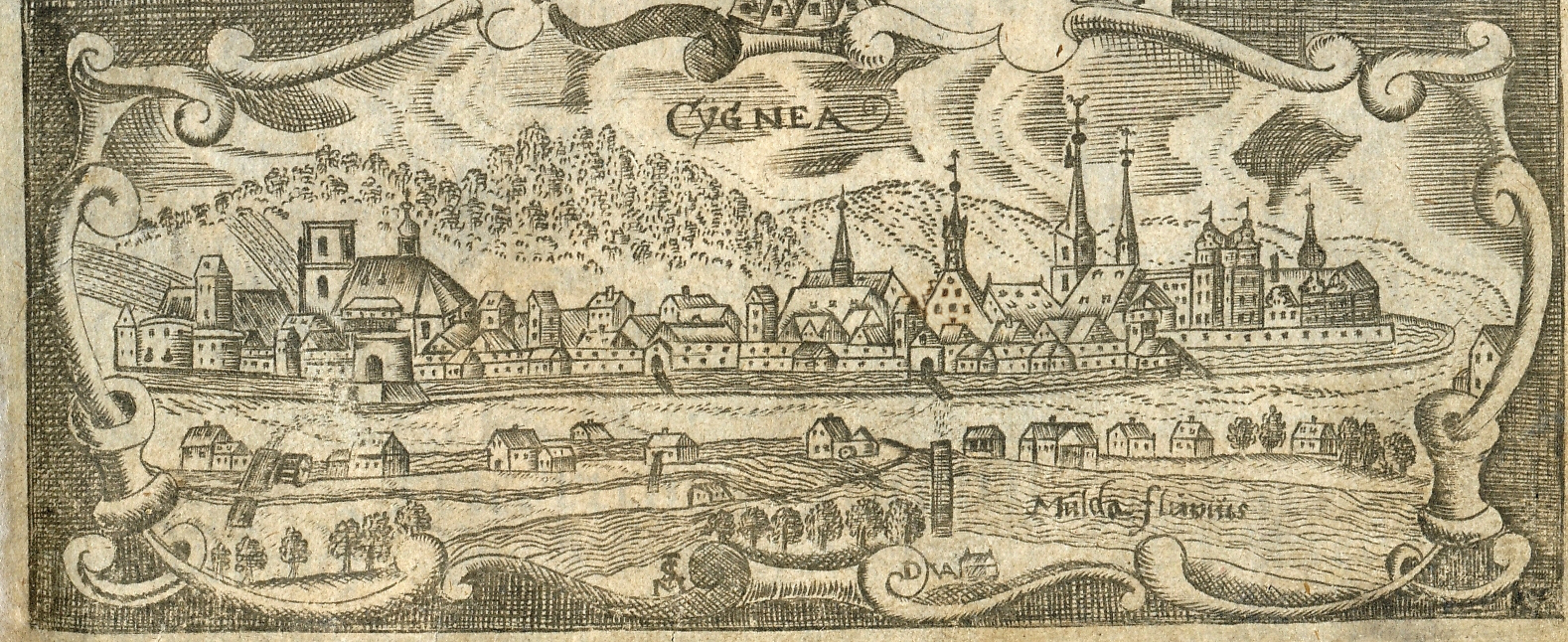
Ansicht Zwickaus von 1662. Zu erkennen ist der zerstörte Turm der Marienkirche, den Brand erlebte Christian Daum aus nächster Nähe.

Nach anfänglichem Hausunterricht besuchte Daum ab 1620 die Zwickauer Lateinschule. Die Ausbildung, die er dort erhielt, war sehr stark auf Altsprachen konzentriert. Als sprachlich begabter Schüler wurde er durch den damaligen Rektor Johannes Zechendorf (1580–1662) besonders gefördert. Daum konnte bereits vor seinem Schulbesuch Lateinisch, Griechisch und Hebräisch lesen. Sein Talent zeigte sich auch darin, dass er in nur acht Tagen die Anfangsgründe des Arabischen erlernte. Nach dem Ende seiner erfolgreichen Schulzeit 1631, war er zunächst als Privatlehrer der Kinder des Zwickauer Rates Johann Richter tätig.

1632 begann Daum sein Studium in Leipzig. Wegen der ständigen Pestgefahr und der Ereignisse des Dreißigjährigen Krieges hielt sich Daum jedoch häufig bei Verwandten in Gera und auch in Jena auf. Seine Heimatstadt Zwickau wurde ebenso von der Pest heimgesucht, sodass Daum seinen Vater, seine Stiefmutter und seine Halbgeschwister verlor. Als sein Freund und finanzieller Unterstützer Caspar von Barth 1634 Leipzig verließ, musste Daum ohne Abschluss zurückkehren. Da Daums Elternhaus leer stand und geplündert worden war, wohnte er bei seinem Vetter Nicolaus Götze und war als Hauslehrer für dessen Kinder tätig. 1642 bekam Daum eine Anstellung an der Zwickauer Lateinschule als Tertius, also als dritter Lehrer. Im selben Jahr heiratete er Martha Fickenwirth. Da sein Gehalt oft nicht gezahlt wurde, verbesserte Daum seine Finanzen durch Korrekturarbeit in Zwickauer Druckereien, durch Privatunterricht und durch Unterbringung auswärtiger Schüler. 

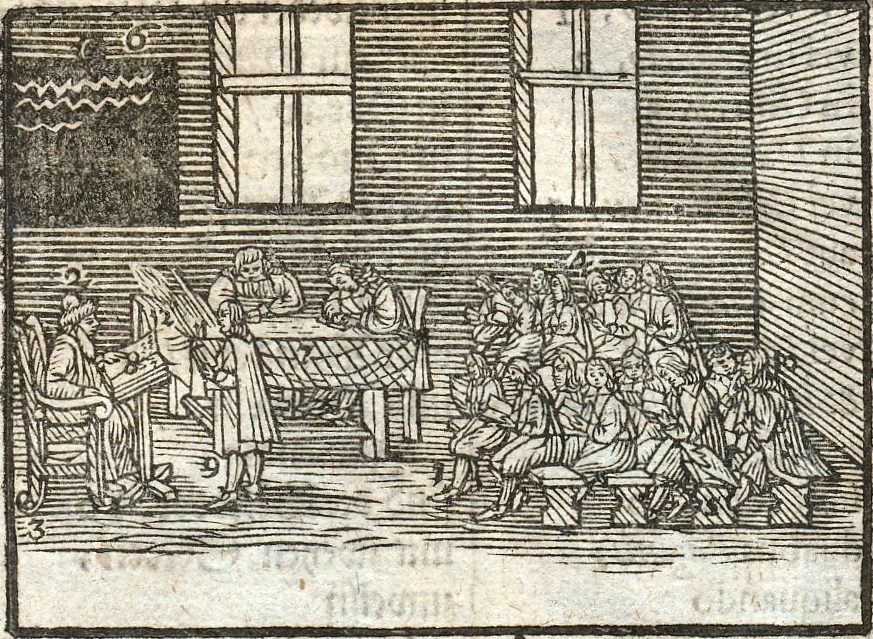
Comenius, Ansicht der Lateinschule

## Rektorenamt der Zwickauer Lateinschule (1662–1687)
Im Jahre 1662 starb der Rektor der Zwickauer Lateinschule Johann Zechendorf, der frühe Förderer Daums. Da der Konrektor Johann Decker jedoch keinen guten Stand bei den Schülern hatte und der ins Auge gefasste Kandidat Johannes Vogelhaupt seine Annaberger Rektorenstelle nicht aufgeben konnte, war Daum der einzige verbleibende Kandidat. Trotz seiner schlechten körperlichen Konstitution wählte der Zwickauer Rat Christian Daum zum neuen Rektor (Er war häufig von Krankheiten geplagt und auf dem rechten Auge durch seinen Leseeifer seit seinem dreiunddreißigsten Lebensjahr blind). Weil die Disziplin der Schüler sich immer mehr verschlechterte, musste eilig ein neuer Rektor gefunden werden. Zudem hatte Daum versprochen, seine bereits berühmte Privatbibliothek, nach seinem Tod an die Stadt zu verkaufen.
Die Gelehrsamkeit und das große Lehrgeschick des neuen Rektors Christian Daum ließen die Zwickauer Lateinschule zu einem Anziehungspunkt für Schüler aus der Region und auch aus entfernten Gebieten (sogar aus Transsylvanien und aus Reval) werden.
Trotz seiner umfangreichen Aufgaben als Rektor konnte Daum seine privaten Forschungen, wie die Arbeit an der Sammlung der lateinischen Worte, fortsetzen und seine Briefkontakte ausbauen. Er führte eine umfangreiche Korrespondenz mit Gelehrten in ganz Europa. Nach Caspar von Barths Tod im Jahr 1658 gab er dessen Schriften heraus. Dieses enorme Pensum an täglichen Aufgaben und Tätigkeiten ist wahrscheinlich nur mit seinem hohen Arbeits- und Studierfleiß erklärbar. Daum wurde sogar eine Professur an der 1665 gegründeten Christian-Albrechts-Universität in Kiel angetragen. Auf dem Zenit seines beruflichen Erfolges in den siebziger Jahren verschärften sich jedoch Daums Gesundheitsprobleme zunehmend. Zudem grassierte die Pest Anfang der 1680er Jahre in Zwickau, sodass die Schülerzahlen zurückgingen und die Schule 1682 geschlossen werden musste. Nach ihrer Wiedereröffnung 1683 benötigte sie noch lange Zeit um sich zu erholen. 1686 starb auch Daums zweite Frau Anna Margaretha. Vollständig erblindet folgte ihr Christian Daum am 15. Dezember 1687.
In der Leichenpredigt auf ihn, nannte ihn Archidiakonus David Wagner einen „weitberühmten Philologus, Polyhistor und Hochverdienten Rector der Stadt=Schulen zu Zwickau“.

## Nachlass

Von Christian Daum erstellter Stundenplan, Handschrift aus der Ratsschulbibliothek Zwickau

Trotz der durch Krieg und Hunger geprägten Zeit konnte Daum seine Privatbibliothek neben gekauften Büchern auch durch Geschenke und Erbschaften immer weiter vergrößern. In seinem umfangreichen Nachlass sind ein großer Teil seiner Briefwechsel aber auch seine Aufzeichnungen und schulische Dokumente sowie der größte Teil seiner Büchersammlung erhalten. Da sich Daums Konzeptbücher für die abgesendeten Briefe und die Antworten darauf erhalten haben, kann der Briefwechsel beidseitig nachvollzogen werden, was für diese Zeit einmalig ist. Christian Daums Nachlass ist der zweitgrößte erhaltene eines Barockgelehrten und in seiner Geschlossenheit einmalig. Er wurde nach Daums Tod vom Rat der Stadt Zwickau 1694 angekauft und befindet sich bis heute fast vollständig in der Ratsschulbibliothek Zwickau. Daums Nachlass in der Ratsschulbibliothek umfasst heute noch:
- 7680 Bücher und Handschriften (darunter Zahlreiche Inkunabeln, Reformationsdrucke, Musikalien und Gelegenheitsdrucke),
- 5300 erhaltene Briefe von 500 verschiedenen Schreibern,
- die Konzeptbücher der geschriebenen Briefe,
- das handschriftliche Schulgeldregister Daums von 1662–1687,
- Daums Schreibkalender von 1663–1687, mit teilweise detaillierten Aussagen über die regionale Geschichte Zwickaus und Sachsens,
- sechs handschriftliche Bibliothekskataloge Daums und
- zahlreiche weitere Manuskripte.

## Einige Werke und Herausgeberschaften
- Daum, Christian: STRENÆ, hoc est, vota metrica,vario Carminis-genere palindroma, JESU CHRISTO DEO-HOMINI, Soteri suo unico. Zwickau 1636.
- Daum, Christian: De causis amissarum quarundam latinæ linguæ radicum, Zwickau 1642.
- Daum, Christian: Vertumnus poeticus tres Millenarii ad Scitum illud Imperatorium, Fiat iusitia aut pereat mundus, Zwickau 1646.
- Daum, Christian: Votivorum xeniorum schedia v.d. Johann Zechendorffis dioersis annis oblata, Zwickau 1653.
- THOMAE REINESII Medici ac Polyhistoris excellentissimi, EPISTOLÆ; ad Cl. V. Christianum Daumium, Jena 1670.

Herausgegeben durch Christian Daum:
- Barth, Caspar: SOLILOQUIORUM RERUM DIVINARUM LIBRI XX. Zwickau 1655.
- PUBLII PAPININII STATII QUÆ EXSTANT: CASPAR BARTHIUS recensuit & Animadversionibus locupletissimus illustravit, Zwickau 1664.